# Lis przylądkowy
Lis przylądkowy, lis kapski, lis kama (Vulpes chama) – gatunek drapieżnego ssaka z rodziny psowatych. Jedyny przedstawiciel lisów z rodzaju Vulpes zamieszkujący południe Afryki toteż niemożliwe jest pomylenie go z jakimkolwiek innym ssakiem. Prowadzi nocny tryb życia, żyje samotnie lub parami. Zamieszkuje sawanny i otwarte zadrzewienia trawiaste na obszarze Zimbabwe, RPA, Angoli, Namibii i Botswany aż do płw. Kapskiego. Rozmnażanie możliwe kilka razy w roku. Po okresie ciąży ok. 53 dni rodzą się ślepe szczenięta w liczbie od 3 do 6. Po 9 miesiącach młode lisy osiągają dojrzałość płciową. Lis przylądkowy dożywa 10 lat. Żywi się owadami, gryzoniami, jaszczurkami i padliną.
Pokrewne gatunki to lis piaskowy, fenek pustynny i lis blady.

## Wygląd

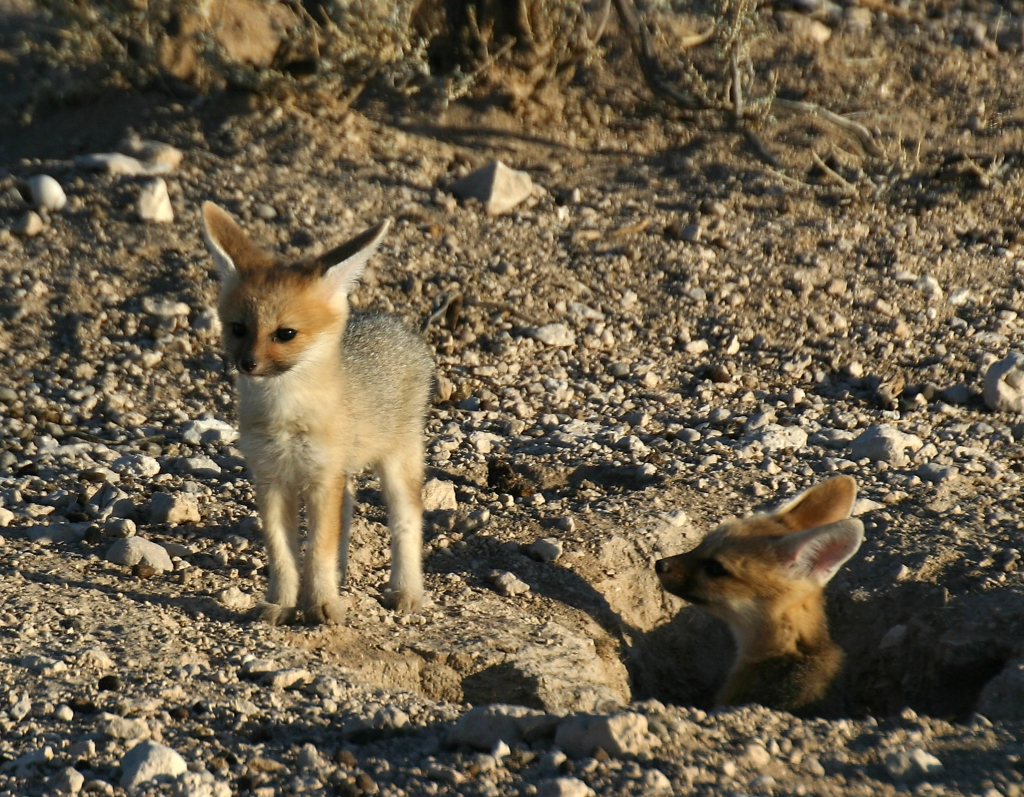
Młode lisy kapskie

- Mały lis, o krótkim szpiczastym pyszczku i długich uszach. Futro blado-żółte ze srebrzysto-szarym nalotem na grzbiecie. Końcówka ogona czarna.
- Waga: 3–5 kg.
- Długość ogona: 30–40 cm.
- Długość ciała: 45–63 cm.
- Wzrost: 28–33 cm.